# Río Guariviara
El río Guariviara es un río de Panamá, que desemboca en la costa del Mar Caribe, específicamente en la laguna de Chiriquí. Recorre la parte noroeste de la comarca Ngäbe-Buglé, entre los ríos Changuinola y Cricamola. Posee una longitud de 51,9 km.